# آلموس پارک (تگزاس)
آلموس پارک، تگزاس (به انگلیسی: Olmos Park, Texas) یک شهر در ایالات متحده آمریکا با جمعیت ۲٬۳۴۳ نفر است که در تگزاس واقع شده‌است.